# Cutis laxa
 Mise en garde médicale
La cutis laxa (du latin, « peau lâche » ou « relâchée », également appelée dermatolysie) est un groupe de maladies génétiques rares des tissus conjonctifs lesquels deviennent inélastiques et plissés.

## Origine
La maladie est le plus souvent héréditaire. Elle peut être autosomale récessive (6 formes différentes avec mutations sur des gènes différents), autosomale dominante (plusieurs mutations différentes sur le gène de l'Elastine) ou liée au chromosome sexuel X. Mais elle peut aussi être acquise (ref Pr Zsolt URBAN) . La prise de pénicillamine durant la grossesse serait possiblement associé à la survenue de cette maladie.

## Fréquence
Il est recensé dans le monde à l'heure actuelle, environ 400 personnes porteuses de cette mutation génétique. 
Cette maladie est donc extrêmement rare et classée dans les maladies génétiques dites orphelines.

## Symptômes
L'inélasticité des tissus conjonctifs est particulièrement visible au niveau de la peau du corps et du visage, donnant au sujet l'apparence d'une personne plus âgée que son âge réel. 
Dans les formes les plus sévères, les organes internes sont atteints et les tissus conjonctifs de ceux-ci subissent des dysfonctionnements graves.
Une seule association existe dans le monde entier, spécifiquement dédiée à la Cutis Laxa : Cutis Laxa Internationale 